# إنتر كلوب
مجموعة إنتر كلوب الرياضية (بالبرتغالية: Grupo Desportivo Interclube‏) نادي كرة قدم أنغولي يلعب في دوري الدرجة الممتازة و يمثل بلادة في بطولات الأندية الأفريقية.

## إنجازات فريق كرة القدم
- دوري أنغولا الممتاز (2)
  - الفوز بالبطولة: 2007، 2010
- كأس أنغولا (2)
  - الفوز بالكأس : 1986، 2003
- كأس السوبر الأنغولي (2)
  - الفوز: 2001، 2008
- كأس إفريقيا للأندية الفائزة بالكؤوس (0)
  - الفوز:
  - الوصيف: 2001